# Strathdickie
Strathdickie är en ort i Australien. Den ligger i kommunen Whitsunday och delstaten Queensland, omkring 910 kilometer nordväst om delstatshuvudstaden Brisbane. Antalet invånare är 718.
Närmaste större samhälle är Proserpine, nära Strathdickie. 
Omgivningarna runt Strathdickie är huvudsakligen savann. Runt Strathdickie är det mycket glesbefolkat, med 7 invånare per kvadratkilometer. Genomsnittlig årsnederbörd är 1 584 millimeter. Den regnigaste månaden är februari, med i genomsnitt 422 mm nederbörd, och den torraste är oktober, med 17 mm nederbörd.